# Ōshima (Tokio)
Ōshima (dt. „große Insel“; jap. 大島町 Ōshima-machi, deutsch ‚Stadt Ōshima‘) ist eine Kleinstadt in der japanischen Präfektur Tokio. Sie umfasst die gesamte Insel Izu-Ōshima, die größte der Izu-Inseln. Die Gemeinde gehört administrativ zur Unterpräfektur Ōshima.

## Geographie

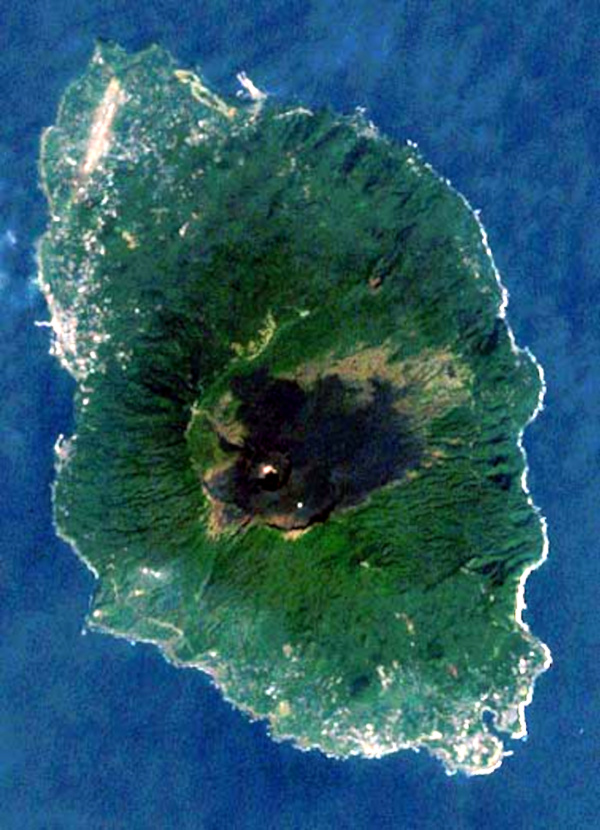
Landsat-Aufnahme von Izu-Ōshima

Izu-Ōshima liegt im Pazifischen Ozean südlich der Sagami-Bucht und östlich der Izu-Halbinsel. Der höchste Punkt, der Gipfel des aktiven Schichtvulkans Mihara, liegt 764 m über dem Meeresspiegel.
Der größte Ortsteil Motomachi befindet sich an der flacheren Nordwestseite der Insel, eine weitere größere Siedlung, Habu, liegt am Ryūōzaki (龍王崎, „Drachenkönigkap“) an der Südostspitze der Insel.

## Geschichte
Zeugnisse menschlicher Besiedlung auf Ōshima lassen sich auf die Zeit vor über 7.500 Jahren zurückverfolgen. Im japanischen Mittelalter waren die Izu-Inseln formal in die Feudalstruktur der japanischen Hauptinseln eingebunden und gehörten zur Provinz Izu.
In der Meiji-Zeit erhielt die Insel eine moderne Infrastruktur: 1872 eröffnete eine Grundschule, 1875 ein Postamt. Außerdem wurden planmäßige Schiffsverbindungen mit dem Festland aufgenommen. Neben der geografisch näher liegenden Izu-Halbinsel intensivierten sich in dieser Zeit die Handelsbeziehungen mit den bedeutenderen Häfen Tokio und Yokohama. Seit 1878 gehörte Ōshima zur Präfektur Tokio. Erst 1908 wurden auf den Izu-Inseln moderne Gebietskörperschaften eingeführt, auf dem Gebiet des heutigen Ōshima entstanden sechs Dörfer. 1933 wurden diese durch eine erste Straße für den Automobilverkehr insbesondere zum Gütertransport verbunden. Eine Telefonleitung verband Ōshima ab 1934 mit den Hauptinseln.
Im Pazifikkrieg diente Ōshima als Zwischenstation für militärische Nachschublieferungen zu den Ogasawara-Inseln. Die Kaiserlich Japanische Marine nutzte den Habu-Hafen als Anlegestelle für ein Schnellbootkommando. 1944 wurden in Vorbereitung auf einen möglichen Kampf um die Hauptinseln rund 10.000 Truppen stationiert. Im Juni 1945 wurde ein Befehl zur Zwangsevakuierung erlassen; allerdings reichten die Transportkapazitäten nicht für eine vollständige Evakuierung aus. Nach Kriegsende unterlag Ōshima 1946 vorübergehend alliierter Hoheit. 1950 und 1951 erzeugte ein großer Ausbruch des Mihara einen neuen Krater (三原新山).
1955 entstand die Kleinstadt (machi) Ōshima durch den Zusammenschluss der Dörfer (mura) Okada (岡田村, -mura), Motomura (元村), Senzu (泉津村, -mura), Nomashi (野増村, -mura), Sashikiji (差木地村, -mura) und Habuminato (波浮港村, -mura). Ein Großbrand vernichtete in der Nacht vom 11. auf den 12. Januar 1965 ca. 1,6 ha in Motomachi. 408 Haushalte waren betroffen, der Gesamtschaden belief sich auf über 2 Mrd. Yen. 1986 musste beim größten Ausbruch des Mihara in über 200 Jahren die gesamte Insel für einen Monat nach Izu und Tokio evakuiert werden.
Im Herbst 2013 führte der Taifun Nr. 26, international Taifun Wipha genannt, zu schweren Erdrutschen vor allem in Motomachi, die zahlreiche Häuser verwüsteten und in Ōshima 39 Menschen töteten (inkl. vier Vermisste).

## Demographie
Die Bevölkerungszahl Ōshimas ist seit Jahrzehnten rückläufig: Von über 10.700 Einwohnern Anfang der 1980er Jahre sank sie bis 2005 auf unter 9.000 Einwohner. Zum 1. April 2008 waren von 8.945 Einwohnern 2.668 65 Jahre oder älter, 968 waren unter 15.

## Wirtschaft
2006 waren insgesamt in 723 Betrieben 4106 Beschäftigte angestellt. Davon waren knapp 700 im Einzelhandel und je über 500 im Hotel- und Gaststättengewerbe sowie in Medizin und Sozialwesen tätig. Bedeutendster Wirtschaftsfaktor in Ōshima ist der Tourismus: 2007 kamen 233.753 Besucher, die Übernachtungskapazität lag bei insgesamt über 4.500.

## Verkehr

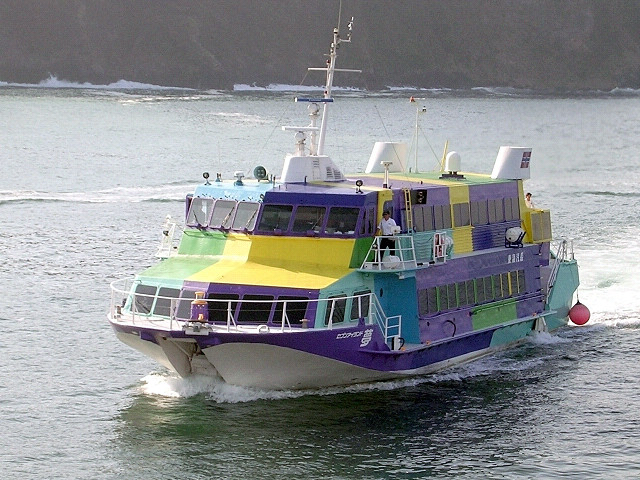
Die Seven-Island-Jetboote verbinden Ōshima mit Tokio und den anderen Izu-Inseln

Im Nordwesten der Insel liegt der 1964 eröffnete Flughafen Ōshima, von wo regelmäßige Direktflüge nach Haneda, Chōfu und nach Hachijōjima verkehren.
Von zwei Häfen, dem Motomachi-Hafen im Westen und dem Okata-Hafen im Norden der Insel, existieren planmäßige Fährverbindungen nach Tokio, Yokohama, Atami sowie zu weiteren Izu-Inseln. Am Ryūōzaki an der Südostspitze der Insel liegt der Habu-Hafen, ein ehemaliger Vulkansee, der durch einen Tsunami im Jahr Genroku 16 (1703) mit dem Meer verbunden wurde und in der späten Edo-Zeit zum Hafen ausgebaut wurde und von Schiffen der Hochseefischerei genutzt wird. Drei weitere kleinere Fischerhäfen befinden sich im Norden, Westen und Süden von Ōshima.
Mehrere Buslinien, die von der Schifffahrtsgesellschaft Tōkai Kisen K.K. betrieben werden, dienen dem Personennahverkehr innerhalb Ōshimas.

## Sehenswürdigkeiten

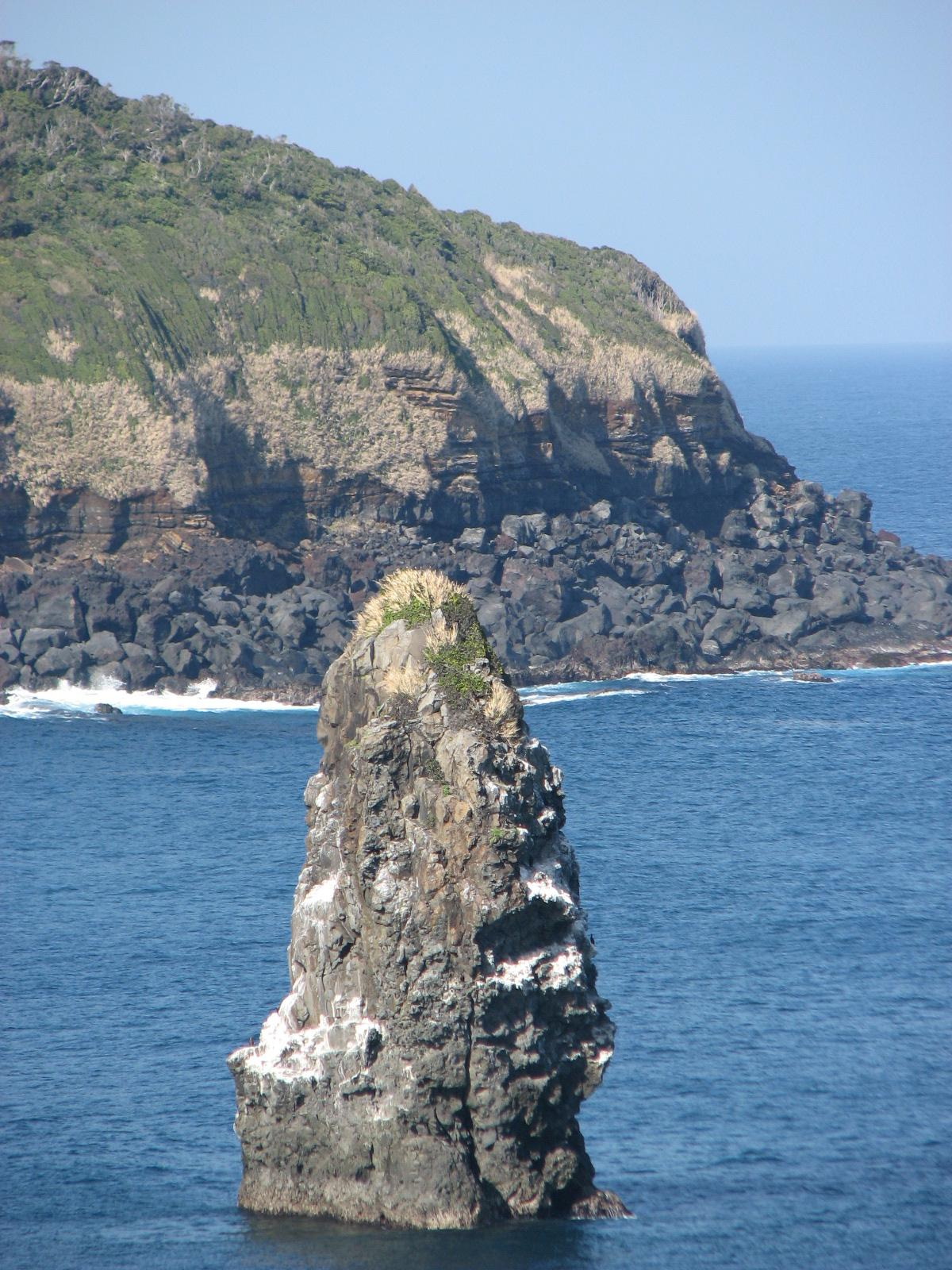
Fudeshima (筆島 „Pinselinsel“) vor der steilen Ostküste der Insel

Größte Sehenswürdigkeit Ōshimas ist der Krater des Mihara, um den ein Panoramaweg angelegt ist. Die Aktivität des Vulkans versorgt auch mehrere heiße Quellen (Onsen). Im Südwesten tritt die Schichtstruktur des Vulkans an die Oberfläche; die „Baumkuchen“ (baumukūhen) genannte Formation dokumentiert Ausbrüche der letzten 1,5 Millionen Jahre. Einige kleine Museen befinden sich in Ōshima, darunter ein Vulkanmuseum und ein Heimatmuseum (kyōdo shirōkan). Mehrere Schreine liegen rund um den Mihara und dokumentieren die jahrhundertealte religiöse Bedeutung des Vulkans.
Von Januar bis März findet im „Präfekturpark Ōshima“ (toritsu Ōshima kōen) das Kamelienfest (tsubaki-matsuri) statt, wenn dort die rund 5000 Kameliensträuche blühen.
Der Habu-Hafen wurde durch den 1923 veröffentlichten Schlager habu no minato (Musik: Nakayama Shimpei; Text: Noguchi Ujō) landesweit berühmt.